# 尼瓦尔灯节

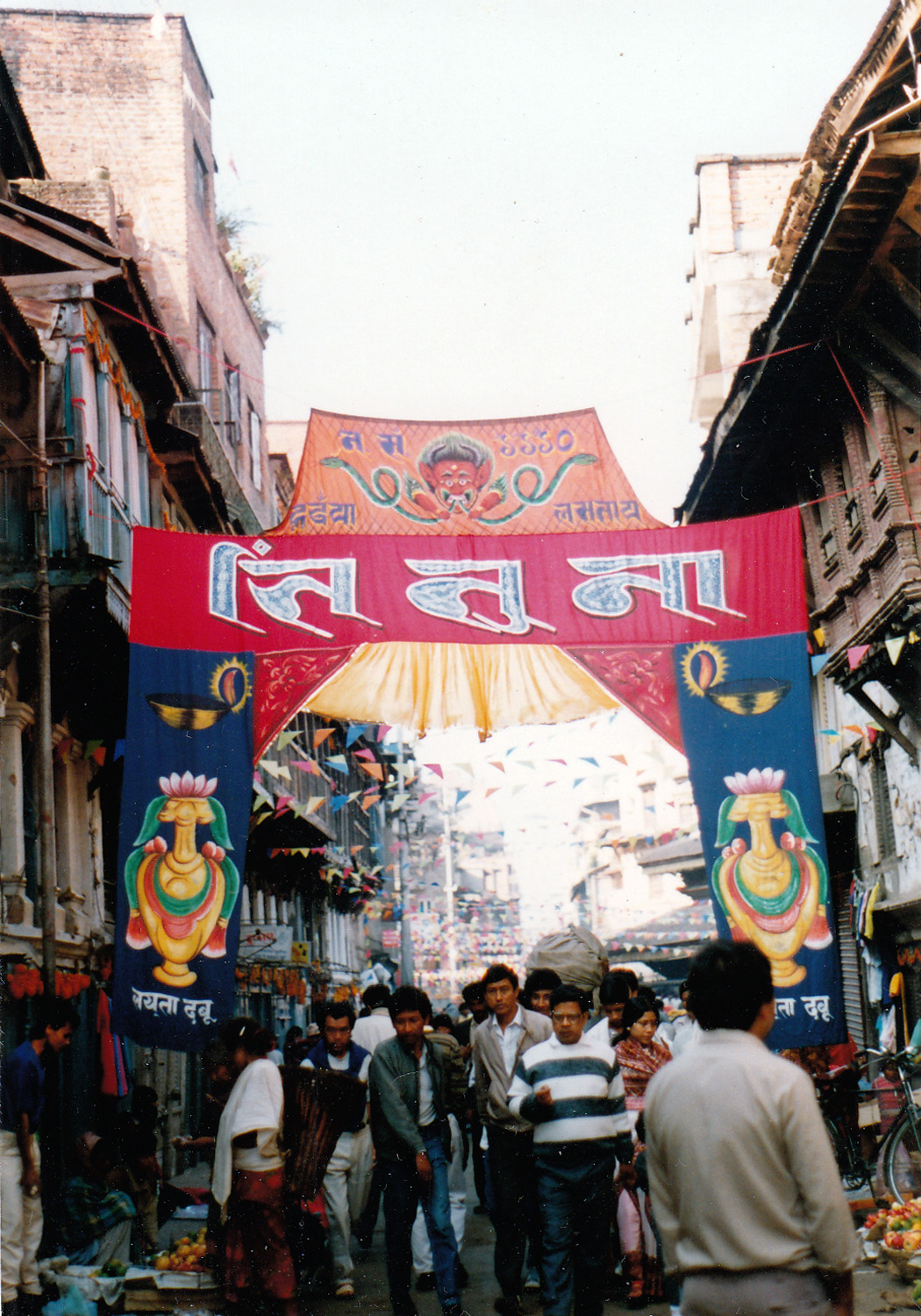
加德满都街道上的尼瓦新年祈福标语

尼瓦尔灯节是尼泊尔的一个历时五天的传统节日，是尼瓦尔人每年最重要的节日之一。它是一个古老的印度教节日，与印度灯节和尼泊尔灯节相似，但也有着自己的一些特色。该节日彰显了妇女在家庭生活中的中心地位，而节日仪式往往与通过赠送家人吉祥物品来为他们祈福，或者通过安抚死神来祈求长寿等有关。
节日期间，窗子和门口都会被人们饰满花环和灯。不仅印度教徒，佛教徒也庆祝这个节日。由于这个节日是一个阴历节日，所以它的公历日期是不定的。在2013年，尼瓦尔灯节的日期是11月1日至5日。

## 法会

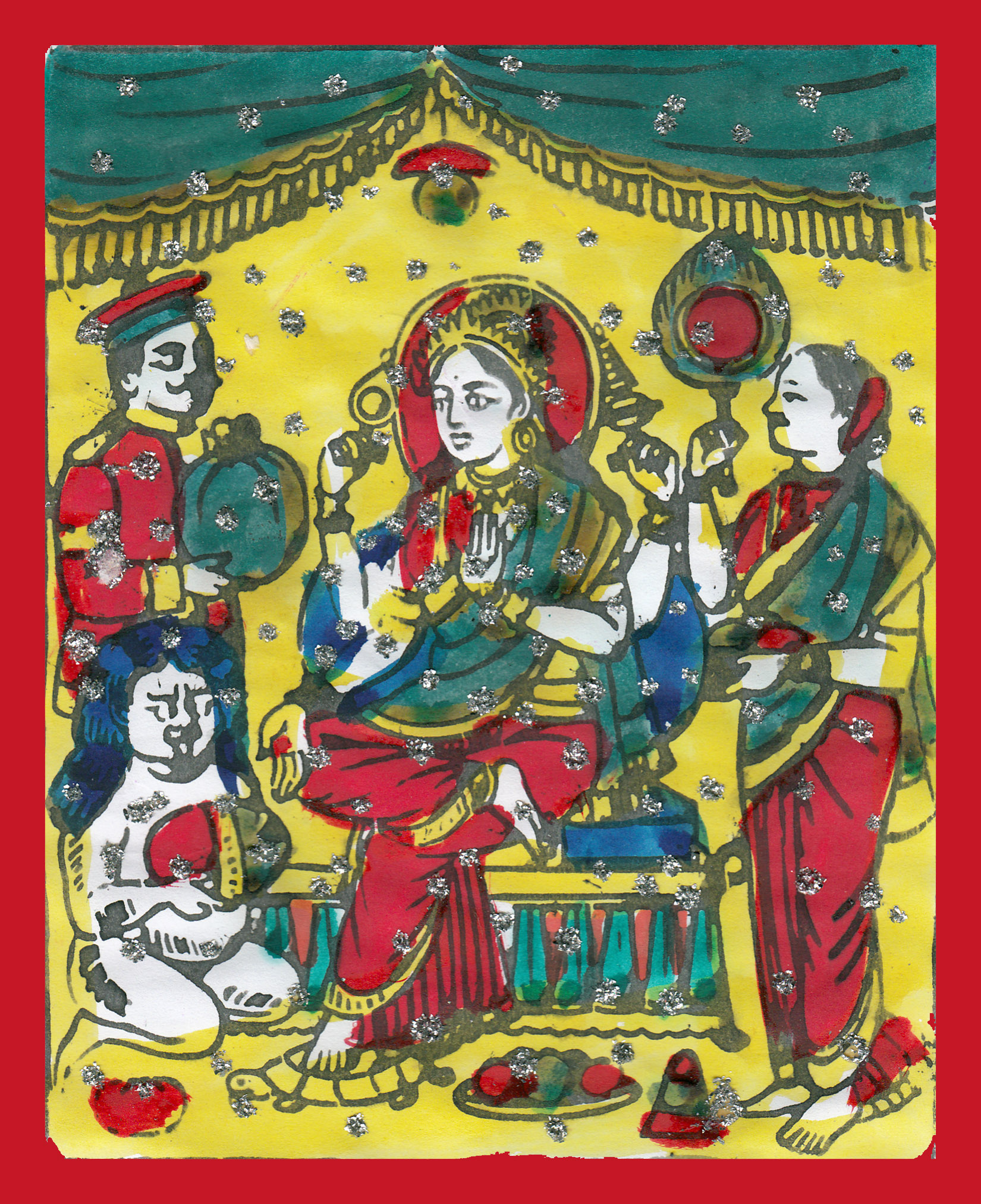
拉克什米女神画像

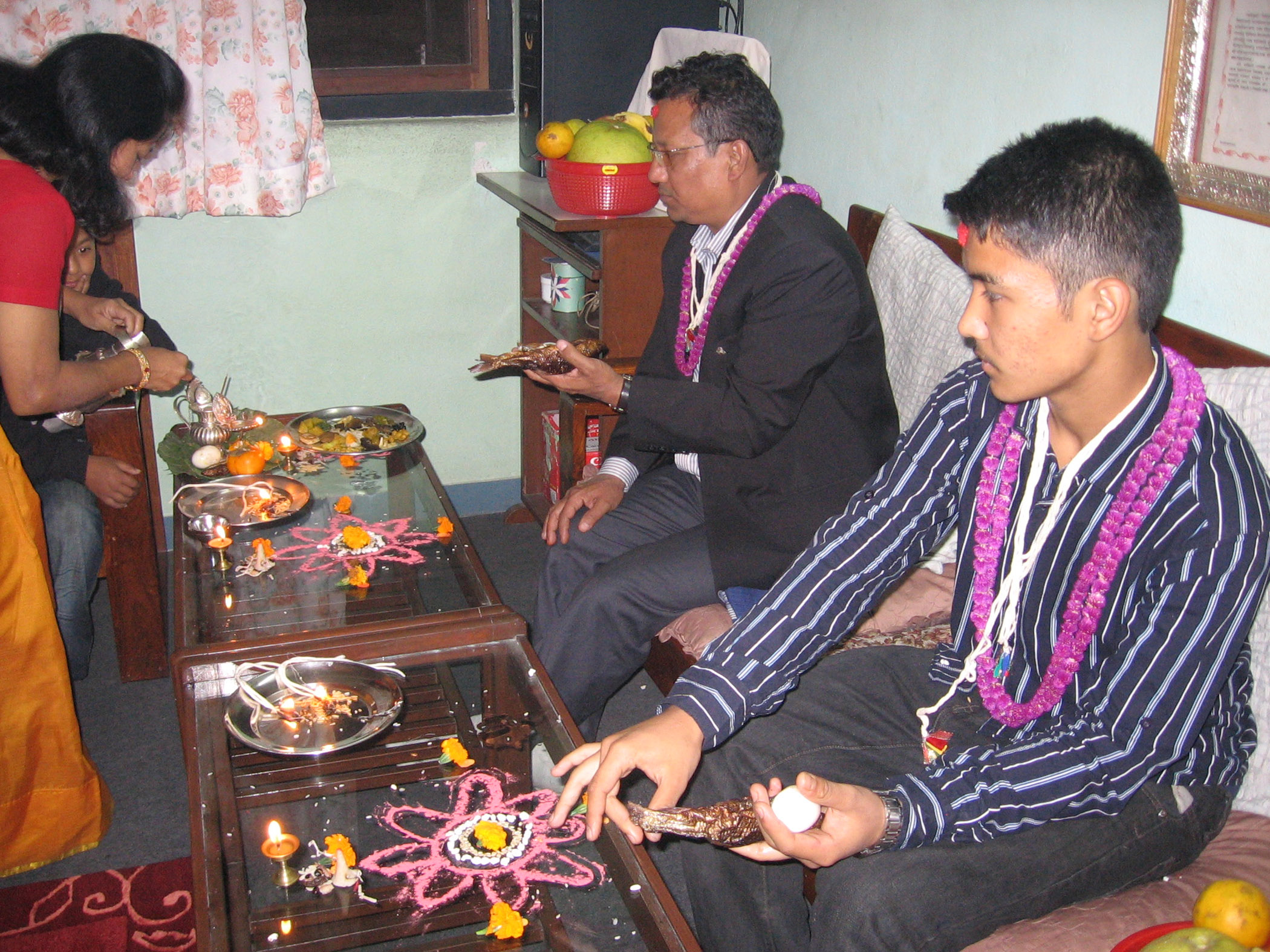
基亚法会

灯节共历时五天，每一天都有特定的礼敬对象。第一天为乌鸦法会（Kwah Pujā），第二天为狗法会（Khichā Pujā），第三天是牛法会（Sā Pujā）和拉克什米法会（Lakṣmī Pujā），第四天是自身法会（Mha Pujā），最后一天是基亚法会（Kijā Pujā）。

### 乌鸦法会
第一天是乌鸦法会（Kwah Pujā）。尼瓦尔人认为乌鸦是阎王的侍者，它的叫声预示着不幸和灾难。人们为求驱邪避灾，清晨开始就忙着在庭院和室内燃起油绳、点上香烛，把煮熟的米饭盛在一个用树叶编成的盘子里，摆在门前让聚过来的乌鸦饱餐，并对它们施以膜拜。

### 狗法会
第二天是狗法会（Khichā Pujā）。尼瓦尔人认为阎罗殿外有守护的神狗。人们在清晨沐浴净身后返回家中给狗戴上花环，并在它们额前涂上金粉，最后用美食饲喂它。人们相信这样做的话，死后在遇到守护神狗时，它能给予方便。

### 牛法会和拉克什米法会
第三天是牛法会（Sā Pujā）和拉克什米法会（Lakṣmī Pujā）。尼瓦尔人认为是牛将亡者的灵魂带去了死后的世界，具有尊贵的地位。人们在礼敬乳牛时，先用手触摸一下牛的额头，对着牛角叩拜，然后从牛腹底下爬过去，把据说能够防灾祛病的黄色圣线系于牛尾，借以求助财富女神保佑。这一天也是礼敬财富女神拉克什米的日子，拉克什米在汉语中又称吉祥天女。人们在房间内的神龛中粘贴一张新的拉克什米女神画像，并将一幅坛城沙画敬献给她。然后家里所有人向她供奉钱币，向她朝拜。

### 自身法会
第四天是自身法会（Mha Pujā），当日会有被称为“Thāybhu”的盛宴，人们在木板上堆满献给女神的食物。人们相信在这个庆典中被认为可以净化自己的灵魂。自身法会意味着尼瓦历新年的好兆头，并且可以为参与法会的人带来兴旺和长寿。庆祝活动包括供奉一个坛城和展示密教萨干，萨干是由米酒、肉、熏鱼、扁豆糕和熟鸡蛋组成的一组吉祥食物。也有资料说这一天的庆典为礼敬山神，人们在家制作一座干牛粪假山，并在顶端放上一尊黑天神像，以表达对天神的崇敬。

### 基亚法会
尼瓦灯节的第五天，也就是最后的一天是基亚法会（Kijā Pujā），又称“兄弟点红日”。姐妹首先给兄弟献上饮食，然后用小指在他们的前额抹上一道黄色横线，在正中点上红色的吉祥痣，祝福兄弟健康如意。兄弟姐妹间还要互相叮嘱、交换礼物，以表达彼此间永远不会断掉的手足情谊。

## 延伸閱讀
- 尼泊尔“灯节”游行 庆祝尼瓦尔族新年 （页面存档备份，存于）